# Parawithius
Parawithius es un género de arácnido del orden Pseudoscorpionida de la familia Withiidae.

## Especies
Las especies de este género son:
- Parawithius iunctus
- Parawithius nobilis
- Parawithius pseudorufus
- Parawithius coniger
- Parawithius fiebrigi
- Parawithius gracilimanus
- Parawithius incognitus
- Parawithius mimulus
- Parawithius monoplacophorus
- Parawithius proximus
- Parawithius rufeolus
- Parawithius rufus
- Parawithius schlingeri
- Parawithius similis
- Parawithius venezuelas